# Benjamín Palencia
Benjamín Palencia Pérez (Barrax, Albacete, 7 de julio de 1894-Madrid, 16 de enero de  1980) fue un pintor e ilustrador español, fundador de la Escuela de Vallecas. En el amplio conjunto de su obra sobresale la poética del paisaje castellano definida por la generación del 98.
Es uno de los principales artistas españoles del siglo XX y uno de los grandes artistas de la pintura española, pieza transformadora del paisajismo castellano y figura imprescindible del vanguardismo pictórico español del siglo XX. Su prolífica obra está formada por 600 pinturas y 10 000 dibujos.
Fue el pintor de los poetas de la generación del 27, autor del logo de La Barraca de Federico García Lorca, compañía de la que llegó a ser director artístico. En su trayectoria recibió numerosos premios y reconocimientos entre los que se encuentran la Primera Medalla en la Exposición Nacional de Bellas Artes (1943), la Gran Cruz del Mérito Civil (1958) o la Medalla de Oro al Mérito en las Bellas Artes (1978).

## Biografía
Nació el 7 de julio de 1894 en Barrax –municipio situado junto a la capital albaceteña– en el seno de una humilde familia, noveno de once hermanos. Su padre era probablemente zapatero. Vivió en Barrax hasta que aproximadamente en 1909, con 15 años, se trasladó a Madrid acompañando a sus padres. En Madrid conoció a Rafael Gómez Egóñez, rico y culto ingeniero de caminos que durante muchos años fue su tutor y protector. En la capital de España asistió a clases de Elías Tormo y copió a Velázquez y El Greco en el Prado, y en 1917 participó en una exposición para jóvenes artistas donde un ilustre visitante, Juan Ramón Jiménez, se interesó por él; este encuentro dio ocasión a posteriores colaboraciones entre ambos. En ese periodo frecuentó la Residencia de Estudiantes donde conoció a Francisco Bores y a Salvador Dalí con los que acudió a la Academia Libre fundada por Julio Moisés.

### Creación de la Escuela de Vallecas
Con el escultor Alberto Sánchez, participante, como él, en la Exposición de la Sociedad de Artistas Ibéricos en el Palacio del Retiro de Madrid, pusieron en marcha hacia 1929 lo que después se denominaría la primera Escuela de Vallecas.
En 1925 pasó brevemente por París, donde compartió estudio con Pancho Cossio e hizo amistad con otros artistas del círculo de Bores, como José Mari Uzelai y Manuel Ángeles Ortiz. A su regreso pasó una temporada en Alicante y Altea. En 1928 expuso la obra de ese periodo en el Palacio de Bibliotecas y Museos de la capital española, con el apoyo y respaldo de Rafael Alberti y José Bergamín. A pesar de las protestas de parte de los visitantes en esa primera muestra, Palencia volvió a exponer en el mismo lugar dos años después, en el otoño de 1930. En 1932 comenzó a colaborar en La Barraca de Federico García Lorca, realizando la escenografía y los figurines para su montaje de "La vida es sueño", de Calderón. 
En 1932 hizo su tercera muestra individual en el mencionado Palacio de Bibliotecas y Museos. Un año después, su exposición en la galería parisina de Pierre Loeb despertó la admiración de Braque y Picasso y, al parecer, le dio la ocasión de conocer al 'estado mayor' del surrealismo francés: André Breton, Louis Aragon y Benjamin Péret. En 1933 colaboró con el Grupo de Arte Constructivo reunido por el uruguayo Joaquín Torres García, y  participó en la exposición que organizaron en el Ateneo de Madrid ese mismo año. Al año siguiente, sus reflexiones sobre pintura italiana fueron publicadas en la revista de Bergamín Cruz y Raya.

### Segunda Escuela de Vallecas
Durante la guerra civil Palencia se refugió en su estudio madrileño y en la pintura de paisajes, abandonando progresivamente la experimentación. Tras la contienda, reunió durante tres años a algunos antiguos seguidores y un puñado de estudiantes de la Escuela de Bellas Artes de San Fernando, Álvaro Delgado Ramos, Carlos Pascual de Lara, Gregorio del Olmo, Enrique Núñez Castelo y Francisco San José, entre otros, en lo que el propio Palencia bautizó como El Convivio y que luego fue conocido como la segunda Escuela de Vallecas, embrión de la Escuela de Madrid.

### Últimos años
Su necesidad de silencio y soledad le llevó, a partir de 1941, a pasar los veranos en el pueblo de Serafín, su criado, Villafranca de la Sierra, en la provincia de Ávila. Allí, en una vaguada frente a las eras, acabó construyéndose, en 1953, un chalet diseñado por su amigo Luis Felipe Vivanco. Al año siguiente falleció su querido tío Rafael, que, en un último gesto de mecenazgo, declaró al pintor heredero de sus bienes. Muerto su "guía vital", Serafín asumió ese papel, hasta su muerte en 1969, en que fue su hermana, Salomé Palencia, quien cuidó del pintor.
Desde 1942, los veranos en Villafranca se completaron con los otoños e inviernos en su piso de Altea, localidad levantina que Benjamín conocía desde 1927 Posteriormente, ya en 1977, abandonó el piso de Altea, trasladando el estudio invernal a su nueva casa de Polop de la Marina.
En 1974 ingresó en la Real Academia de Bellas Artes de San Fernando de Madrid y cuatro años después en la catalana de San Jordi. El 10 de noviembre de 1978, en la inauguración del Museo de Albacete (con una importante donación de obras del artista, en total 130), la reina Sofía le comunicó la concesión de la Medalla de Oro al Mérito en las Bellas Artes. Finalmente, en 1979, legó gran parte de su obra al Museo Español de Arte Contemporáneo. Falleció en Madrid el 16 de enero de 1980 a los 85 años. En su memoria testamentaria se contabilizaron 600 óleos y 10 000 dibujos.

## Evolución estilística
Deslumbrado inicialmente por un surrealismo de formas zoomórficas y vegetales, guardó en su retina ciertos aspectos del cubismo que resultaron claves en la esquematización de sus paisajes, sin duda lo más representativo de su abundante obra. Si en 1932 se unió al grupo de arte Constructivo, tras la guerra civil practicó un realismo austero, que recupera gran parte de la poética del paisaje castellano, y desemboca en el llamado fauvismo ibérico que le convirtió en uno de los pupilos de Eugenio d'Ors y su Academia Breve.

## Otros premios, distinciones y homenajes
- 1943: Primera Medalla en la Exposición Nacional de Bellas Artes.
- 1956: Hijo preclaro y predilecto de Barrax, su villa natal.
- 1958: Gran Cruz del Mérito Civil.
- 1961: Medalla de Oro de la provincia de Albacete.
- 1963: Hijo predilecto de Albacete.
- 1970: Medalla de Oro de la provincia de Ávila.
- 1978: Medalla de Oro al Mérito en las Bellas Artes.
- 2012: Medalla de Oro de Castilla-La Mancha.

Benjamín Palencia cuenta con calles con su nombre en numerosas ciudades españolas, entre ellas Madrid, Málaga o Cartagena. En Albacete una céntrica plaza de la capital lleva su nombre.

## Obra escrita publicada
- Benjamín Palencia. 24 reproducciones y palabras preliminares, Col. Los nuevos artistas españoles, Editorial Plutarco, S.A., Madrid, 1932
- Sueño del torero, Galería Clan, Madrid, 1948.
- Mi concepto y experiencia de la pintura (discurso leído en su ingreso en la Real Academia de Bellas Artes de San Fernando), Real Academia de San Fernando, Madrid, 1974.[10]
- Benjamín Palencia y la pintura de su tiempo en Albacete (1909-1978), Catálogo de la exposición, Museo de Albacete, 5 de diciembre a 22 de febrero de 2015. Instituto de Estudios Albacetense, 2014.

## Repercusión internacional
En entrevistas y memorias se habla, por ejemplo, del cuadro que quiso comprarle Braque y que Palencia le regaló (París, 1933); o del que le compró Jacqueline Kennedy en Filadelfia a principios de los sesenta; o de la exposición que le invitó a hacer en su palacio romano la princesa Paravicini (Roma, 1965).